# Chumbawamba
A Chumbawamba (IPA: [ˌtʃʌmbəˈwɒmbə]) angol rock/popegyüttes. 1982-ben alakult a lancashire-i Burnleyben. Négy tag már a Chumbawamba megalakulása előtt is együtt játszott egy másik zenekarban. Eredetileg Skin Disease volt a nevük. Első nagylemezüket 1986-ban adták ki. Igazi áttörést az 1997-es Tubthumper albummal értek el. 2012-ben oszlott fel a Chumbawamba. Jellemző volt rájuk a humor, amint a nevük és legtöbb albumuk címe is mutatja. Lemezkiadóik: Agit-Prop Records, One Little Indian Records, EMI, MUTT Records, No Masters.  Alternatív rock, indie rock, post-punk, pop rock, pop folk és anarcho-punk műfajokban zenéltek. Jellemző volt rájuk a kísérletezés is.
Hivatalosan elfogadott tény, hogy a nevük semmit nem jelent, azonban egy interjúban a zenekar egyik tagja elmondta, hogy a Chumbawamba név egy álmából származik, ahol a vécékre "chumba" és "wamba" volt kiírva, "nők" és "férfiak" helyett.

## Utolsó felállás
- Boff Whalley – ének, gitár, klarinét (1982–2012)
- Danbert Nobacon – ének, ritmusgitár, bendzsó, ukulele, billentyűk(1982–2004)
- Lou Watts – ének, billentyűk (1982–2012)
- Dunstan Bruce – ének, gitár, lemezjátszó, ütős hangszerek, szaxofon (1982–2004)
- Jude Abbott – ének, furulya, trombita (1996–2012)
- Alice Nutter – ének, ütős hangszerek (1982–2004)
- Harry "Daz" Hamer – dob, ütős hangszerek, gitár, programozás, ének (1982–2004)
- Mavis "Mave" Dillon – trombita, basszusgitár, ének (1984–1995)
- Paul Greco – basszusgitár (1992–1999)
- Neil Ferguson – ének, gitár, basszusgitár (1999–2012)
- Phil Moody – harmonika, ének (2007–2012)

## Diszkográfia
Stúdióalbumok
- Pictures of Starving Children Sell Records (1986)
- Never Mind the Ballots (1987)
- English Rebel Songs 1831-1914 (1988)
- Slap! (1990)
- Shhh (1992)
- Anarchy (1994)
- Swingin' with Raymond (1995)
- Tubthumper (1997)
- WYSIWYG (2000)
- Readymades (2002)
- Revengers Tragedy Soundtrack (2003)
- English Rebel Songs 1831-1984 (2003)
- Un (2004)
- A Singsong and a Scrap (2005)
- The Boy Bands Have Won (2008)
- ABCDEFG (2010)